# Bingham (Familienname)
Bingham ist ein englischer Familienname.

## Namensträger
- Anne Willing Bingham (1764–1801), US-amerikanische Salonnière
- Arthur Bingham, 6. Baron Clanmorris (1879–1960), britischer Adliger
- Barry Bingham (Verleger) (1906–1988), US-amerikanischer Zeitungsverleger
- Barry Bingham junior (1933–2006), US-amerikanischer Verleger
- Billy Bingham (1931–2022), nordirischer Fußballspieler und -trainer
- Bob Bingham (1946–2025), US-amerikanischer Schauspieler
- Cecil Edward Bingham (1861–1934), britischer Offizier der British Army, Generalmajor
- Charles Bingham, 1. Earl of Lucan (1735–1799), britischer Adliger und Politiker
- Charles Bingham, 2. Baron Clanmorris (1796–1829), britischer Adliger
- David Bingham (Segler) (* 1939), australischer Segler
- David Bingham (* 1989), US-amerikanischer Fußballspieler
- Denis Bingham, 3. Baron Clanmorris (1808–1847), britischer Adliger
- Denis Bingham (1880–1940), britischer Polospieler
- Dennis Bingham, britischer Motorradrennfahrer
- Edward Bingham (Edward Barry Stewart Bingham; 1881–1939), britischer Marineoffizier
- Eugene Cook Bingham (1878–1945), US-amerikanischer Chemiker und Pionier der modernen Rheologie
- Francis Richard Bingham (1863–1935), britischer Offizier der British Army, Generalmajor
- Geoffrey Bingham (1919–2009), australischer Schriftsteller
- George Bingham (Militärgouverneur), Militärgouverneur von Sigo, Irland
- George Bingham, 2. Baronet (um 1625–1682), irischer Adliger und Politiker
- George Bingham (Musiker), englischer Musiker und Komponist
- George Bingham, 3. Earl of Lucan (1800–1888), britischer Feldmarschall
- George Bingham, 4. Earl of Lucan (1830–1914), britischer Politiker
- George Bingham, 5. Earl of Lucan (1860–1949), britischer Politiker
- George Bingham, 6. Earl of Lucan (1898–1964), britischer Politiker
- George Bingham, 8. Earl of Lucan (* 1967), britischer Adliger
- George Caleb Bingham (1811–1879), US-amerikanischer Maler und Politiker
- George G. Bingham (1855–1924), US-amerikanischer Richter
- George Hutchins Bingham (1864–1949), US-amerikanischer Richter
- George Ridout Bingham (1777–1833), britischer General
- George W. Bingham (1860–1947), US-amerikanischer Politiker
- Harry Bingham (* 1967), britischer Autor
- Harry Payne Bingham (1887–1955), amerikanischer Financier und Philanthrop
- Henry Bingham, 1. Baronet (1573–um 1658), irischer Politiker
- Henry Bingham, 3. Baronet (1654–1714), irischer Politiker
- Henry H. Bingham (1841–1912),  US-amerikanischer Politiker
- Hiram Bingham I. (1789–1869), US-amerikanischer Missionar im Königreich Hawaii
- Hiram Bingham II. (1831–1908), US-amerikanischer Missionar in Hawaii
- Hiram Bingham III. (1875–1956), US-amerikanischer Politiker und Archäologe (Machu Picchu)
- Hiram Bingham IV. (1903–1988), US-amerikanischer Vizekonsul in Marseille
- James Bingham (Maler) (1925–2009), irischer Maler
- James M. Bingham (1828–1885), US-amerikanischer Politiker und 13. Vizegouverneur Wisconsins
- John Bingham, 1. Baron Clanmorris (1762–1821), britischer Adliger
- John Bingham (1815–1900), US-amerikanischer Politiker
- John Bingham, 4. Baron Clanmorris (1826–1876), britischer Adliger
- John Bingham, 5. Baron Clanmorris (1852–1916), britischer Adliger
- John Bingham, 7. Baron Clanmorris (1908–1988), britischer Adliger
- John Bingham, 7. Earl of Lucan (1934–nach 1974), britischer Adliger
- Jonathan Brewster Bingham (1914–1986), US-amerikanischer Politiker
- Kate Bingham (* 1965), britische Biochemikerin und Wagniskapitalgeberin
- Khamica Bingham (* 1994), kanadische Leichtathletin
- Kinsley S. Bingham (1808–1861), US-amerikanischer Politiker, Gouverneur von Michigan
- Margot Bingham (* 1988), US-amerikanische Schauspielerin und Singer-Songwriterin
- Michael Bingham (* 1986), britischer Leichtathlet
- Michael Bingham (Fußballspieler) (* 1981), englischer Fußballspieler
- Rakish Bingham (* 1993), englischer Fußballspieler
- Richard Bingham (Offizier) (1528–1599), englischer Heeres- und Marineoffizier und Politiker, Gouverneur von Connacht
- Richard Bingham, 2. Earl of Lucan (1764–1839), britischer Adliger und Politiker
- Richard Bingham (Admiral) (1847–1924), Rear-Admiral der Royal Navy
- Richard John Bingham, 7. Earl of Lucan (* 1934), britischer Adliger und Politiker, siehe John Bingham, 7. Earl of Lucan
- Robert Bingham (1966–1999), US-amerikanischer Schriftsteller
- Robert Worth Bingham (1871–1937), US-amerikanischer Diplomat und Politiker
- Rowland Bingham (1872–1942), britisch-kanadischer Geistlicher, Missionar und Schriftsteller
- Ryan Bingham (* 1981), US-amerikanischer Musiker
- Seth Bingham (1882–1972), US-amerikanischer Komponist, Organist und Musikpädagoge
- Sheila Bingham (1947–2009), britische Epidemiologin und Ernährungsforscherin
- Simon Bingham, 8. Baron Clanmorris (* 1937), britischer Adliger
- Stuart Bingham (* 1976), englischer Snookerspieler
- Thomas Henry Bingham (1933–2010), britischer Jurist
- Traci Bingham (Julie Anne Smith; * 1968), US-amerikanische Schauspielerin
- Walter Van Dyke Bingham (1880–1952), US-amerikanischer Angewandter Psychologe und Arbeitspsychologe
- William Bingham (1752–1804), US-amerikanischer Senator